# Les Padrés
Les Padrés est un groupe de musique religieuse constitué de quatre prêtres, aumôniers au Diocèse aux armées françaises à l'initiative d'Antoine de Romanet, évêque aux Armées françaises,,.

## Membres
Chanteurs
- abbé Charles Troesch
- abbé Pierre Fresson
- abbé Pierre Nicolas Chapeau
- abbé Nicolas Provoyeur

En 2022, le groupe évolue :
- Les abbés Pierre Nicolas Chapeau et Nicolas Provoyeur quittent le groupe.
- L'abbé Pierre Guihaire le rejoint.

Accompagnement
- Samuel Marquet : guitare
- Marie-Hélène Astruc : violon